# Calvert Vaux
Calvert Vaux (20. december 1824 – 19. november 1895) var arkitekt og landskabsdesigner. Han huskes bedst for – sammen med den amerikanske landskabsarkitekt Frederick Law Olmsted – at have designet Central Park i New York City.